# Fossarella subdisjuncta
Fossarella subdisjuncta is een slakkensoort uit de familie van de Vanikoridae. De wetenschappelijke naam van de soort is voor het eerst geldig gepubliceerd in 1868 door H. Adams.